# Rory Townsend
Rory Townsend (Kingston upon Thames (Londen), 30 juni 1995)  is een Iers wielrenner die sinds 2024 rijdt voor Q36.5 Pro Cycling Team. 

## Carrière
Townsend reed in 2016 op 21-jarige leeftijd nog bij een amateurploeg. Dit was bij het Britse Pedal Heaven. Tussen 2017 en 2022 reed hij voor Canyon dhb p/b Soreen. In zijn eerste jaar bij deze ploeg won hij onder andere het puntenklassement in de Ronde van Quanzhou Bay en het bergklassement in de Ronde van Almaty. In het daaropvolgende jaar behaalde Townsend geen overwinningen. In 2019 was hij wederom succesvol op Chinese bodem. Hier won hij twee etappes in de Ronde van Fuzhou.  In het seizoen van 2021 behaalde hij zijn grootste successen in de Ronde van de Mirabelle. Bij de nationale kampioenschappen in 2022 volgde hij Ryan Mullen op als Iers kampioen op de weg. 
Voorgaand aan het seizoen van 2023 maakte Townsend de overstap naar Bolton Equities Black Spoke. In het voorjaar won hij La Roue Tourangelle. Hij was tevens actief in meerdere Belgische en Franse voorjaarswedstrijden. In 2025 behaalde Townsend zijn eerste overwinning op UCI World Tour-niveau: in de Cyclassics Hamburg zat hij de gehele dag in de ontsnapping en bleef hij in de finale het sprintende peloton net voor.

## Overwinningen
2017
Bergklassement Ronde van Almaty
Puntenklassement Ronde van Quanzhou Bay
2019
2e en 4e etappe Ronde van Fuzhou
2021
1e etappe Ronde van de Mirabelle
Puntenklassement Ronde van de Mirabelle
2022
 Iers kampioen op de weg
2023
La Roue Tourangelle
2025
 Iers kampioen op de weg
ADAC Cyclassics

## Resultaten in voornaamste wedstrijden
|      | \| Jaar \| Gent-Wevelgem \| Ronde van Vlaanderen \| Parijs-Roubaix \| Parijs-Tours \| \| WK op de weg \| \| ---- \| ------------- \| -------------------- \| -------------- \| ------------ \| \| ------------ \| \| 2023 \| \| \| \| \| \| opgave \| \| 2024 \| \| \| 108e \| 114e \| \| \| \| 2025 \| opgave \| 82e \| 76e \| \| \| \| |                      |                |              |  |              |
| Jaar | Gent-Wevelgem | Ronde van Vlaanderen | Parijs-Roubaix | Parijs-Tours |  | WK op de weg |
| 2023 | |                      |                |              |  | opgave       |
| 2024 | |                      | 108e           | 114e         |  |              |
| 2025 | opgave | 82e                  | 76e            |              |  |              |

## Ploegen
- 2016 –  Pedal Heaven
- 2017 –  BIKE Channel Canyon
- 2018 –  Canyon Eisberg
- 2019 –  Canyon dhb p/b Bloor Homes
- 2020 –  Canyon dhb p/b Soreen
- 2021 –  Canyon dhb SunGod
- 2022 –  WiV SunGod
- 2023 –  Bolton Equities Black Spoke
- 2024 –  Q36.5 Pro Cycling Team
- 2025 –  Q36.5 Pro Cycling Team

Batt · Bostock · Burnett · Christensen · Currie · Fitzsimons · Fouché · Gate · Gough · Jackson · Jones · Kench · Mudgway · O'Donnell · Oram · Scott · Sexton · Stewart · Townsend · Wright · Gardner (stagiair) · Hornblow (stagiair) · Vercouillie (stagiair)
Abreha · Azparren · Badilatti · Brambilla · Calzoni · Camprubi · Christen · Colombo (vanaf 1/8) · Conca · de la Cruz · Devriendt · Donovan · Fancellu · Frison · Hagen · Howson · Ludvigsson · Małecki · Monk · Moschetti · Nizzolo · Parisini · Rosskopf · Sajnok · Steimle · Townsend · Whelan · Zukowsky · Krijnsen (stagiair) · Sommer (stagiair)